# Floris (stripauteur)
Floris, artiestennaam van Floris De Smedt (17 november 1978), is een Belgisch stripauteur.

## Biografie
Studeerde aan de Sint-Lukas hogeschool in Brussel, waar hij les kreeg van Nix en Johan de Moor. Strips van zijn strippersonage 'De Professor' verschenen onder meer in magazines als Demo, Ink, Zozolala, Zone5300, Myx, focus-Knack en Kramix. Van 2002 tot 2007 maakte hij strips voor De Randkrant.
In 2003 werd hij striptekenaar en illustrator voor de Fakkeltjes-magazines. Hij werkte verder nog samen met Margreet de Heer aan 'Nino & Nena' voor Jippo (Malmberg) en met Gert Wastyn voor 'De Zwuqies' voor Farfelu.
Hij is in de Franstalige stripwereld voornamelijk bekend vanwege zijn stripverhalen van 'Kapitein Ansjovis' (Capitaine Anchois), die in het tijdschrift Spirou verschijnen. 
In het Nederlands verschijnen sommige Kapitein Ansjovis-pagina's in het striptijdschrift Maxix, samen met zijn strip 'Midlife-skater'.
Sinds 2018 worden de Kapitein Ansjovis-strips in het Nederlands ook uitgegeven als verzamelalbums bij Syndikaat.

## Prijzen
- Publieksprijs De Plastieken Plunk 2015 (Kapitein Ansjovis – het Spookhuis).
- Stripschapprijs beste jeugdalbum 2019 (Kapitein Ansjovis – Over een andere boeg).